# Jemyma Betrian
Jemyma Betrian (Willemstad, 24 gennaio 1991) è una kickboxer, pugile e artista marziale misto olandese originaria di Curaçao.

## Biografia
Attualmente vive ad Oosterhout, nei Paesi Bassi. Partecipa alle gare da professionista dal 2005 ed attualmente detiene il titolo di campionessa peso gallo di kickboxing della WBC Muay Thai.
Nel 2012 ha iniziato a disputare anche incontri di pugilato e dal 2014 è attiva pure nelle arti marziali miste.

## Carriera
Ha sconfitto Thais Souza al terzo round per KO tecnico al WCK Muay Thai: Matter of Pride a Temecula, California il 15 febbraio, 2014.
Ha eliminato Christi Brereton al secondo round al WCK Muay Thai: International Showdown a Temecula, California il 7 giugno 2014.

## Titoli
Professionista
- 2014 campionato mondiale WLF 52 kg donne
- 2014 campionato mondiale donne WKC Muaythai pesi gallo
- 2013 campionato europeo donne IMTU pesi gallo
- 2012 campionato mondiale WBC pesi gallo (2 titoli difesi)
- 2010 campionato mondiale WBC super pesi mosca
- 2010 campionato europeo donne WFCA K-1 pesi mosca
- 2007 campionato olandese donne MON pesi mosca

Amatoriale
- 2007 argento  -54 kg campionato del mondo IFMA Muaythai Championships a Bangkok, Thailandia